# Schloss Fréfossé

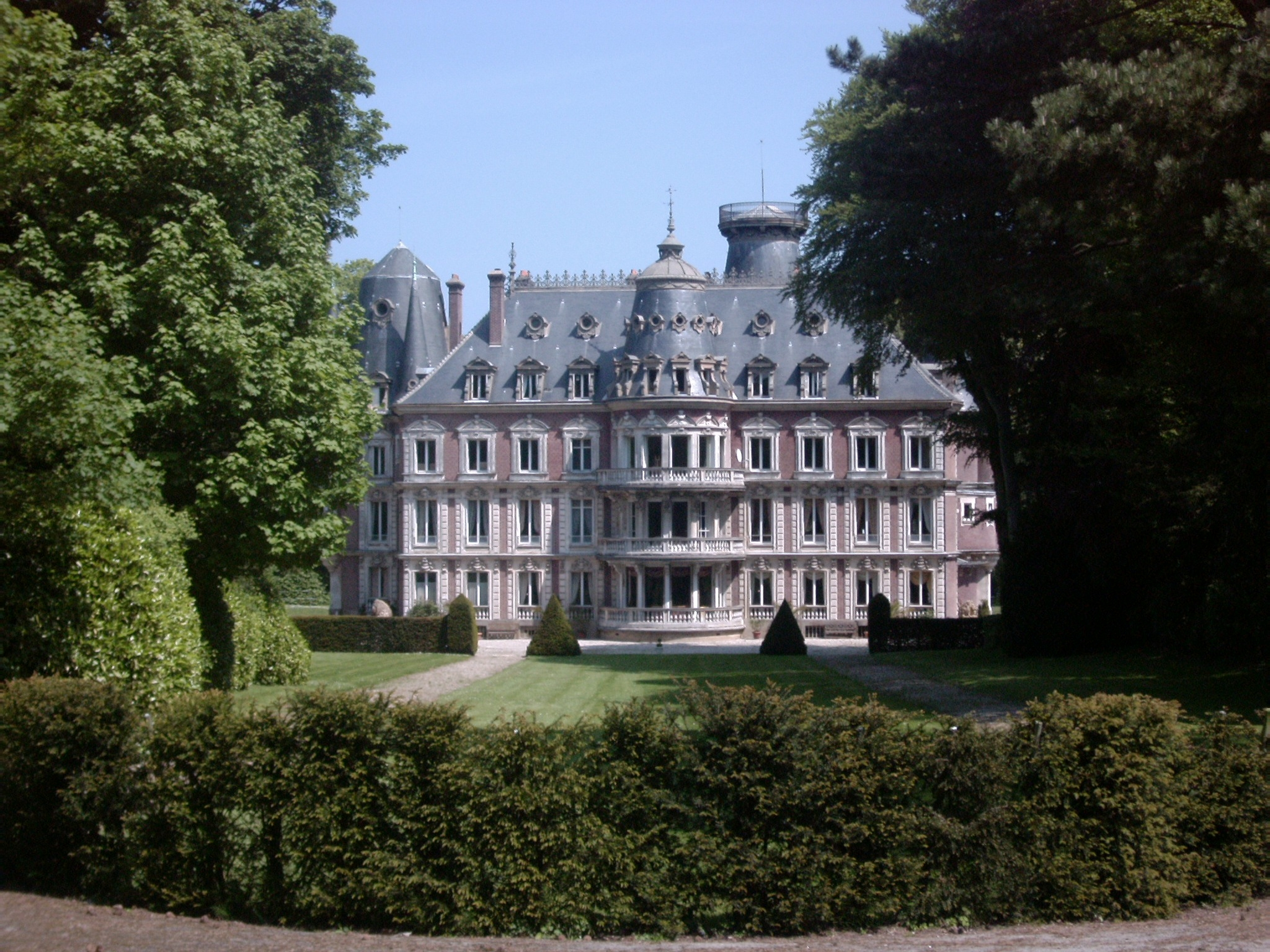
Schloss Fréfossé, Südwestfassade

Das Schloss Fréfossé (französisch Château de Fréfossé), seltener auch Schloss Le Tilleul (Château du Tilleul) genannt, steht etwa 1,5 Kilometer südlich von Étretat in der französischen Ortschaft Le Tilleul im Département Seine-Maritime in der Normandie. Seine Wurzeln sind in einer mittelalterlichen Burg des 14. Jahrhunderts zu suchen. Das Anwesen befindet sich seit 1998 in Privatbesitz und kann nicht besichtigt werden.

## Beschreibung
Schloss Fréfossé steht inmitten eines 50 Hektar großen Schlossparks mit Wald-, Rasen und Wasserflächen. Das Hauptgebäude ist ein rechteckiger Backsteinbau mit drei Geschossen und hohem, schiefergedecktem Walmdach, das von zahlreichen Lukarnen und Ochsenaugen mit Werksteinrahmung durchbrochen ist. Obwohl erst in der zweiten Hälfte des 18. Jahrhunderts errichtet, zeigt seine Architektur deutliche Anlehnungen an die Formen der Renaissance, denn sein Aussehen ist auf einen Um- und Ausbau im Stil der Neorenaissance um 1900 zurückzuführen. Seine repräsentative Fassade an der Südwestseite besitzt einen über alle Geschosse gehenden halbkreisförmigen Mittelrisalit, der umlaufende, schmale Balkone mit Balusterbrüstungen und ein hohes, helmförmiges Dach besitzt. Die Gebäudepartien rechts und links des Vorbaus sind durch Fenster in jeweils vier Achsen unterteilt. Im Erdgeschoss besitzen diese, wie die Balkone des Vorbaus, eine Balusterbrüstung aus hellem Stein. Dem Gebäude schließen sich auf der rückwärtigen, nordöstlichen Seite drei Rundtürme aus dem 19. Jahrhundert an, von denen einer seinerzeit an der Spitze seines Kegeldachs eine Höhe von rund 50 Metern erreichte. Heutzutage sind die Turmdächer jedoch um ein gutes Stück gekappt worden.

## Geschichte
Galehaut de Saâne errichtete 1374 am Ort des heutigen Schlosses die erste befestigte Burganlage der Region. Gegen Ende des Hundertjährigen Krieges kam sie gemeinsam mit der Seigneurie Fréfossé an die Familie de Pelletot. Für 1452 ist Jehan de Pelletot als Besitzer verzeichnet. 1494 war die Anlage unter dem Namen Clos de Saint-Louis bekannt. Francoise de Pelletot heiratete um 1611 Antoine Doullé, Seigneur de Gerpouville, und brachte die Burg an die Familie ihres Mannes. Als Anne Doullé Jacques Emar Compoinct, Seigneur de Boulhard, ehelichte, wechselte Fréfossé erneut den Besitzer. Die alte Burg wurde abgerissen und in den 1770er Jahren durch einen Neubau im Stil des klassizistischen Barocks ersetzt. Lediglich ein Taubenturm blieb von der Vorgängeranlage erhalten.

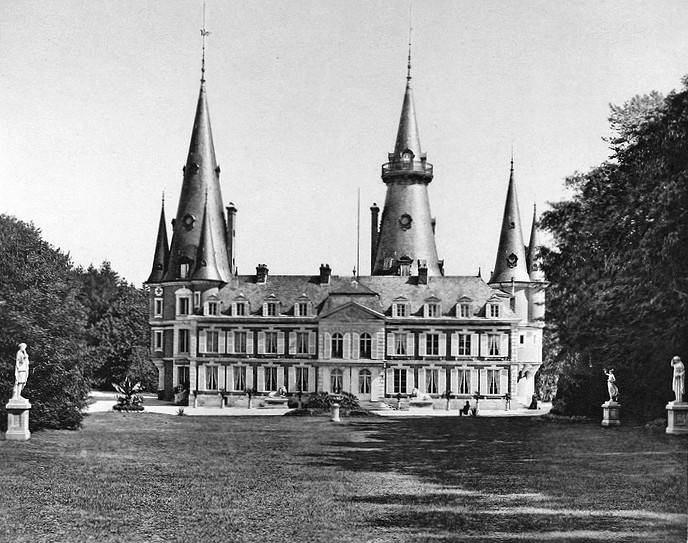
Das Schloss Fréfossé im Jahr 1893 vor seiner Umgestaltung im Stil der Neorenaissance

Annes Tochter brachte das Schloss 1786 in ihre Ehe mit dem Vicomte Toussaint Hocquart. Während der Französischen Revolution wurde das Schloss 1789 von dem berühmt, berüchtigten Bataillon Montargis besetzt. Auch 1800 waren auf dem Areal – wie schon 1779 – Soldaten stationiert. Der letzte männliche Spross der Familie, der Baron Édouard Armand Hocquart, war nicht nur ab 1814 Bürgermeister von Le Tilleul, sondern auch Kammerherr der französischen Könige Ludwig XVIII. und Karl X. Er veräußerte das Schloss Fréfossé 1825, um mit dem Erlös den Kauf des Schlosses Valmont zu finanzieren. Neuer Eigentümer wurde Miximilien Fiquet, Bürgermeister von Criquetot-l’Esneval, von dem es 1849 Félix Val(l)ois erwarb, ein reicher Händler aus Rouen. Der neue Eigentümer ließ das damalige Gebäude zwischen 1850 und 1870 verändern und erhöhen. Nach seinem Tod kaufte es Ernest Dubosc, ein Industrieller aus Le Havre. Er ließ das Anwesen vor 1893 um zwei mächtige Rundtürme ergänzen. Seine Familie blieb bis in das 20. Jahrhundert Eigentümerin der Anlage, die um 1900 im Stil der Neorenaissance verändert und erweitert wurde.
Während des Zweiten Weltkriegs wurde das Gebäude 1940/44 beschädigt. Zuerst nutzten es deutsche Soldaten als Kaserne, dann diente es alliierten Truppen als Unterkunft. Nachdem die Stadt Le Havre durch Schenkung der Familie Dusbosq während der 1960er Jahre Eigentümerin des Schlosses gewesen war, befindet es sich seit 1998 wieder in Privatbesitz. Im Oktober 2009 wurde eines der Nebengebäude auf dem Anwesen durch ein Feuer vollständig zerstört.

## Sage
Im Zusammenhang mit dem Schloss steht die Sage der Chambre des Demoiselles, wonach der Schlossherr für den Tod dreier junger Frauen in der Höhle an der nahe gelegenen Küste verantwortlich war.